# پتسل
شهر پِتسِل (به مجاری: Pécel) در پِشت در کشور مجارستان واقع شده‌است. جمعیت این شهر ۱۴٫۳۲۸ نفر است.

## نگارخانه

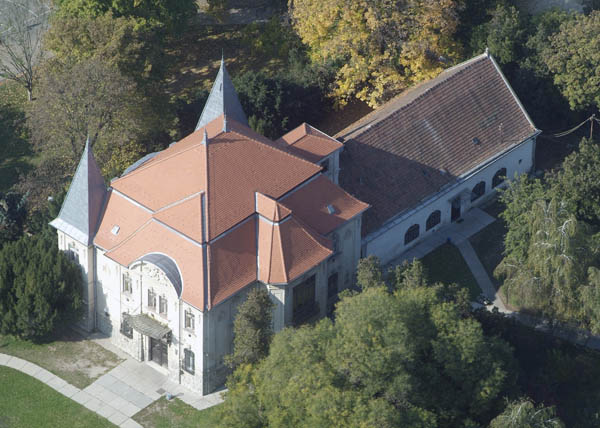
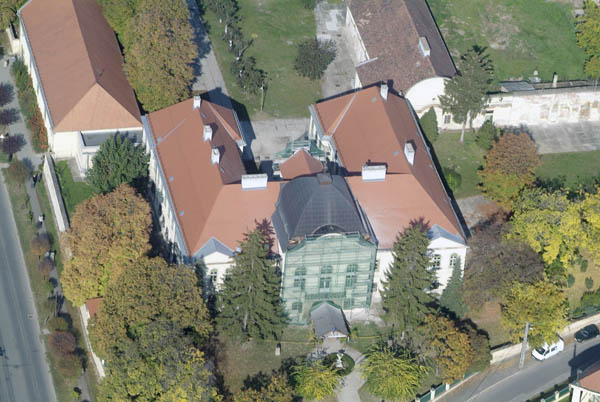
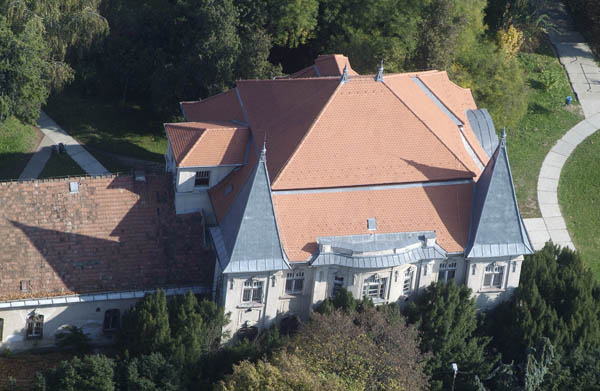

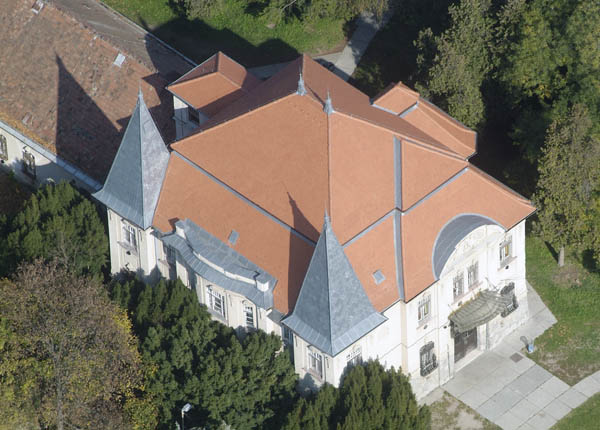